# Cantone di Vavincourt
Il Cantone di Vavincourt era una divisione amministrativa dell'arrondissement di Bar-le-Duc.
È stato soppresso a seguito della riforma complessiva dei cantoni del 2014, che è entrata in vigore con le elezioni dipartimentali del 2015.
Comprendeva i comuni di:
- Behonne
- Chardogne
- Érize-la-Brûlée
- Érize-Saint-Dizier
- Géry
- Naives-Rosières
- Raival
- Resson
- Rumont
- Seigneulles
- Vavincourt